# 교야마 마사야
교야마 마사야(일본어: 京山 将弥, 1998년 7월 4일 ~ )는 일본의 프로 야구 선수이며, 현재 센트럴 리그인 요코하마 DeNA 베이스타스의 소속 선수(투수)이다. 시가현 오쓰시 출신이다.

## 인물

### 프로 입단 전
세이란 초등학교 1학년 때 세이란 스포츠 소년단에서 야구를 시작했고 기타오지 중학교 시절에는 ‘구사쓰 시니어’에 소속됐다. 오미 고등학교에 진학한 이후에는 1학년 여름부터 벤치에 들어갔고 2학년 봄에 출전한 제87회 선발 고등학교 야구 대회에서는 기후 상업 고등학교와의 2차전에서 등판했다. 3학년 때 하계 선수권 대회에서는 결승까지 4경기에 모두 등판하면서 26이닝 연속 무실점과 30개의 탈삼진을 기록했다. 다카시마 고등학교와의 결승전에서는 6회 타석에서 선제 2점 적시 2루타를 날렸고 투수로서 등판할 때 상대팀 타선으로부터 10개의 탈삼진을 기록했다. 다카시마고 타선에게 3안타를 내줬으나 2루를 밟지 않는 완봉 승리로 팀의 본선 대회(제98회 전국 고등학교 야구 선수권 대회)에 진출을 이끌었다. 다만 본선에서는 첫 경기에서 탈락했다. 고교 시절 2년 후배로는 데라우치 쇼가 있다.
2016년 프로 야구 드래프트 회의에서 요코하마 DeNA 베이스타스로부터 4순위에 지명됐고 계약금 4,000만 엔, 연봉 550만 엔(금액은 추정치)이라는 조건으로 입단했다. 등번호는 48번으로 정했다.

### 프로 입단 후

#### 2017년
이 해에는 2군에서 활약했지만 7월 13일의 프레시 올스타전(구사나기 구장)에서는 이스턴 리그 팀의 선발 투수로서 4회초에 구원 등판하여 1이닝을 삼자 범퇴로 막았다. 이스턴 리그 공식전에서는 주로 선발로서 16경기에 등판했는데 통산 투구 이닝은 99와 1/3이닝이며 팀내 투수로는 유일하게 규정 투구 이닝에 도달함과 동시에 6승 6패, 4.17의 평균 자책점을 기록했다. 시즌 종료 후 추계 스프링 캠프에서는 중학생 시절에 지도를 받은 오카 도모카즈가 2군 투수 코치로 부임했는데 오카로부터 컷 패스트볼 던지는 법을 배웠다. 이후 타이완에서 열린 아시아 동계 베이스볼 리그에 참가하여 NPB 이스턴 선발팀의 일원으로서 4경기에 선발로 나왔다. 또한 이 대회에서는 KBO 리그 선발팀과의 결승에서도 선발 등판했지만 승패는 없었다.

#### 2018년
시범 경기 초반인 3월 5일에 입단 후 처음으로 1군에 합류하면서 당일에 열린 한신 타이거스전(한신 고시엔 구장)에 선발로 나섰다. ‘1일 한정’이라는 조건의 합류였으나 5이닝 무실점 호투로 승리 투수가 됨에 따라 1군 감독인 알렉스 라미레스가 “1군 선발진에 이변이 있으면 다시 승격시키겠다”라고 말했다. 실제 1군 선발 요원 가운데 부상자가 잇따르자 선발 요원으로서 입단 후 처음으로 개막 로테이션에 합류했다. 4월 1일에는 도쿄 야쿠르트 스왈로스와의 개막 3차전(요코하마 스타디움)에 선발 투수로 등판하여 1군 공식전 무대에 데뷔했다. 19세 9개월에 발탁되면서 5이닝 1실점의 호투로 1군 공식전 첫 승리와 함께 팀을 정규 시즌 첫 승리로 이끌었다. DeNA 소속의 10대 투수가 일본 프로 야구의 1군 공식전 개막 카드에서 선발 승리를 거둔 사례는 전신 구단을 포함해도 이 경기에서는 교야마가 처음이다. 이어진 4월 8일 히로시마 도요 카프전(마쓰다 스타디움)에서는 선발 승리를 거두면서 구단 사상 처음이자 1군 데뷔전에서 2전 2승을 기록했다. 다음 등판인 4월 15일에는 주니치 드래건스전(요코하마 스타디움)에서 연승 기록을 3까지 늘렸지만 같은 달 22일 히로시마전(요코하마 스타디움)에서 데뷔 후 첫 패전 투수가 됐기 때문에 드래프트 제도가 도입된 이후(1966년 이후)의 일본인 투수에 의한 1군 공식전 첫 등판한 경기에서부터의 연승 기록(4연승)에는 이르지 못했다. 5월 중반부터는 1군과 2군을 여러번 드나들었지만 7월 28일 히로시마전(마쓰다 스타디움)에서 시즌 5승째를 기록했다. 팀의 고졸 2년차 투수로서는 요코하마 다이요 웨일스 시절이던 1987년 나카야마 히로아키 이후 31년 만의 기록이었다. 가가 시게루의 은퇴 경기였던 9월 21일 주니치전(요코하마 스타디움)에서는 타자 1인을 한정하여 선발한 가가의 뒤를 이어 1군 공식전에서의 첫 구원 등판하는 경험을 했다. 데뷔 후 처음으로 8과 2/3이닝을 던진 끝에 1실점 ‘준완투’로 시즌 6승째를 올렸다. 그 해에는 총 13경기에 등판했는데 특히 구원 등판은 위에서 말한 1경기뿐이며 6승 6패, 평균 자책점 5.64라는 성적을 남겼다.

#### 2019년
스프링 캠프에서부터 1군에 대동하여 전년도에 이어서 개막 로테이션에 들어갔다. 주니치와의 개막 2차전(요코하마)을 시작으로, 1군 공식전에서의 5경기에서 선발을 맡았지만 승리는 연결되지 않았다. 5월 12일 히로시마전(마쓰다 스타디움)에서는 히로시마의 선발 투수 아두와 마코토에게 적시타를 맞는 등 5점을 내준 끝에 3이닝 만에 강판됐다. 다음날인 13일부터 3개월 가까이 2군에서의 조정을 피할 수 없게 됐다. 8월에는 1군에 복귀하고 나서 2경기에 선발 등판했지만 모두 승리를 거두지는 못했다. 시즌 전체적으로는 9경기에 등판하여 0승 6패, 평균 자책점 5.80, WHIP 2.02 등의 부진한 결과를 남겼고 팀이 정규 시즌 2위로 진출한 클라이맥스 시리즈에서도 등판 기회가 없었다. 그런 한편으로 2군에서는 15경기에 등판했는데 통산 투구 이닝은 90이닝이었고 팀내 2위에 해당되는 7승(5패)과 평균 자책점 2.60을 기록했다.
시즌 종료 후인 12월에는 이마나가 쇼타와 함께 ‘드라이브 라인 베이스볼’(미국 시애틀에 있는 훈련 시설)에서 최신예 트레이닝을 선보였다.

#### 2020년
스프링 캠프를 시작으로 2군에서 조율하고 있었기 때문에 1군에서의 시즌 첫 등판은 9월 6일의 히로시마전(마쓰다 스타디움)까지 미뤄졌다. 이 경기에서는 선발로서 5실점을 내주고도 5회말에 강판된 뒤 팀이 승리하면서 1군에서의 2시즌(716일) 만에 승리 투수가 됐다. 같은 달 21일 한신전(한신 고시엔 구장)에서는 6이닝 동안 3실점으로 막아내며 1군 선발 등판에서는 첫 퀄리티 스타트(QS)를 달성했다. 10월 23일 히로시마전(요코하마 스타디움)에서도 5회초 2사까지 무안타로 막아내는 등 6이닝 무실점 호투로 QS와 시즌 2승째를 기록했다.

## 플레이 스타일
부드러운 폼에서 타자의 몸 앞까지 뻗어나가는 최고 구속 150km/h의 직구와 양쪽 사이드를 날카롭게 찌르는 제구력을 무기로 하고 있다. 구종은 슬라이더, 컷 패스트볼, 커브, 체인지업, 포크볼 등과 같은 변화구도 던진다.

## 에피소드
중학생 시절에 소속된 ‘구사쓰 시니어’는 오카 도모카즈가 설립했는데 오카는 설립 후에도 총감독을 맡고 있다. 교야마가 재적하고 있던 시기의 오카는 교야마에게 있어서 ‘손이 닿지 않는 존재’였다고 한다. 그리고 오카는 교야마가 DeNA에 입단한 2017년 추계 스프링 캠프에서 DeNA의 2군 투수 코치로 부임했고 교야마에 컷 패스트볼 던지는 방법을 가르쳤다.
DeNA는 고교 시절부터 의중에 있는 구단으로 ‘상승 구단’이라는 이미지를 품고 있었다고 한다. 드래프트 회의에서 지명된 직후에는 “선발을 목표로 하고 싶다”고 말했다. 목표로 삼는 투수는 가네코 지히로이며 상대하고 싶은 타자로는 나카타 쇼와 사카모토 하야토를 꼽았다.

## 상세 정보

### 출신 학교
- 오미 고등학교

### 선수 경력
- 요코하마 DeNA 베이스타스(2017년 ~ )

### 개인 기록

#### 투수 기록
- 첫 등판·첫 선발·첫 승리·첫 선발 승리 : 2018년 4월 1일, 대 도쿄 야쿠르트 스왈로스 3차전(요코하마 스타디움), 5이닝 1실점 3탈삼진
- 첫 탈삼진 : 상동, 1회초에 야마사키 고타로로부터 루킹 삼진
- 첫 홀드 : 2022년 8월 6일, 대 주니치 드래건스 15차전(반테린 돔 나고야), 6회말에 2번째 투수로서 구원 등판, 2이닝 무실점

#### 타격 기록
- 첫 타석 : 2018년 4월 1일, 대 도쿄 야쿠르트 스왈로스 3차전(요코하마 스타디움), 2회말에 요시노리로부터 헛스윙 삼진
- 첫 안타 : 2021년 10월 17일, 대 도쿄 야쿠르트 스왈로스 24차전(요코하마 스타디움), 2회말에 가나쿠보 유토로부터 중전 안타
- 첫 홈런·첫 타점 : 2022년 8월 21일, 대 히로시마 도요 카프 20차전(요코하마 스타디움), 2회말에 오미치 하루키로부터 좌월 솔로 홈런

### 등번호
- 48(2017년 ~ )

### 연도별 투수 성적
| 연 도      | 소 속      | 등 판 | 선 발 | 완 투 | 완 봉 | 무 4 구 | 승 리 | 패 전 | 세 이 브 | 홀 드 | 승 률 | 타 자 | 이 닝 | 피 안 타 | 피 홈 런 | 볼 넷 | 고 4 | 몸 맞 | 탈 삼 진 | 폭 투 | 보 크 | 실 점 | 자 책 점 | 평 자 책 | W H I P |
| ---------- | ---------- | ----- | ----- | ----- | ----- | ------- | ----- | ----- | -------- | ----- | ----- | ----- | ----- | -------- | -------- | ----- | ---- | ----- | -------- | ----- | ----- | ----- | -------- | -------- | ------- |
| 2018년     | DeNA       | 13    | 12    | 0     | 0     | 0       | 6     | 6     | 0        | 0     | .500  | 267   | 59.0  | 67       | 10       | 33    | 0    | 1     | 42       | 1     | 0     | 38    | 37       | 5.64     | 1.69    |
| 2019년     | DeNA       | 9     | 8     | 0     | 0     | 0       | 0     | 6     | 0        | 0     | .000  | 173   | 35.2  | 45       | 3        | 27    | 0    | 0     | 29       | 2     | 1     | 26    | 23       | 5.80     | 2.02    |
| 2020년     | DeNA       | 6     | 5     | 0     | 0     | 0       | 2     | 1     | 0        | 0     | .667  | 127   | 29.0  | 29       | 4        | 11    | 1    | 1     | 25       | 0     | 0     | 15    | 15       | 4.66     | 1.38    |
| 2021년     | DeNA       | 16    | 15    | 0     | 0     | 0       | 2     | 7     | 0        | 0     | .222  | 353   | 76.0  | 91       | 9        | 41    | 2    | 2     | 67       | 3     | 0     | 47    | 42       | 4.97     | 1.74    |
| 2022년     | DeNA       | 17    | 9     | 0     | 0     | 0       | 2     | 2     | 0        | 1     | .500  | 254   | 55.2  | 56       | 4        | 30    | 0    | 5     | 39       | 7     | 0     | 24    | 20       | 3.23     | 1.54    |
| 통산 : 5년 | 통산 : 5년 | 61    | 49    | 0     | 0     | 0       | 12    | 22    | 0        | 1     | .353  | 1174  | 255.1 | 288      | 30       | 142   | 3    | 9     | 202      | 13    | 1     | 150   | 137      | 4.83     | 1.68    |

- 2022년 시즌 종료 기준.
- 굵은 글씨는 시즌 최고 성적.

### 연도별 수비 성적
| 연도 | 소속 | 투수  | 투수  | 투수  | 투수  | 투수  | 투수     |
| 연도 | 소속 | 경 기 | 척 살 | 보 살 | 실 책 | 병 살 | 수 비 율 |
| ---- | ---- | ----- | ----- | ----- | ----- | ----- | -------- |
| 2018 | DeNA | 13    | 1     | 11    | 0     | 0     | 1.000    |
| 2019 | DeNA | 9     | 2     | 8     | 0     | 0     | 1.000    |
| 2020 | DeNA | 6     | 2     | 3     | 0     | 0     | 1.000    |
| 2021 | DeNA | 16    | 5     | 16    | 0     | 0     | 1.000    |
| 2022 | DeNA | 17    | 2     | 11    | 0     | 1     | 1.000    |
| 통산 | 통산 | 61    | 12    | 49    | 0     | 1     | 1.000    |

- 2022년 시즌 종료 기준